# Fliegerkompanie (Autriche-Hongrie)
Une Fliegerkompanie (nom abrégé en Flik et traduisible par « compagnie d'aviateurs ») est un type d'unité aérienne comparable à un escadron et qui est l'unité de base de l'aviation austro-hongroise au  cours de la Première Guerre mondiale.
Une Flik est composée d'environ 150 hommes (en grande partie du personnel au sol), mais chaque unité compte moins d'une dizaine de pilotes, rarement plus de 8 (soit bien en dessous des effectifs théoriques). L'Autriche-Hongrie compte 9 unités d'aviation au commencement de la guerre, et en crée 70 de plus avant 1918. Elle ne parvient cependant jamais à rattraper son retard en hommes et en matériel face aux aviations de l'Entente.
À partir de 1917, les Flik ne sont plus seulement désignées par leurs numéros mais se voient attribuer une lettre indiquant leur fonction :
- D (Division) pour les Flik de reconnaissance et d'observation d'artillerie rattachées aux divisions.
- F (Fernaufklärungs) pour les Flik menant des missions de reconnaissance loin derrière les lignes ennemies.
- G (Grossflugzeug) pour les unités de bombardiers multimoteurs.
- J (Jagdeflieger) pour les unités de chasse.
- K (Korps) pour les Flik chargées de missions de reconnaissance et rattachées à des corps d'armée (opérant donc sur des zones très vastes)
- P (Photoeinsitzer) pour les unités composées de monoplaces de reconnaissance photographique.
- Rb (Reinbildgeräte) pour les Flik de reconnaissance photographique spécialisées dans les photos en série.
- S (Schlachtflieger) pour les Flik spécialisées dans l'attaque au sol.